# Bizerte (stad)
Bizerte (بنزرت Banzart) is na Tunis de grootste plaats aan de noordkust van Tunesië. Het is een snel groeiende badplaats met veel hotels. De Romeinse naam is Hippo Diarrhytus.
Bizerte ligt 65 kilometer ten noordwesten van Tunis en 136 kilometer ten noordoosten van Tabarka.

## Geschiedenis
Bizerte is bekend als de oudste en meest Europese stad van Tunesië. Ze werd gesticht rond 1000 v.Chr. door de Feniciërs van Tyrus. Bizerte was de laatste stad die onder Franse controle bleef nadat de rest van Tunesië onafhankelijk werd van Frankrijk.
De stad was oorspronkelijk een kleine Fenicische haven, maar kwam onder invloed van Carthago. Na de Punische oorlogen werd het deel van het Romeinse rijk. Daarna werd zij bezet door de Romeinen en kreeg de naam Hippo Diarrhytus of Zarrytus. Vervolgens werd de stad achtereenvolgens bezet door de Arabieren (die er de huidige naam aan gaven) in 647, door de troepen van keizer Karel V in 1535, en door de Turken in 1574.
Bij de bezetting van Tunesië in 1881 verkreeg Frankrijk controle over de stad en bouwde er een grote zeehaven. Na de onafhankelijkheid van Tunesië in 1956 bleef Bizerte en de plaatselijke militaire basis aanvankelijk Frans. In 1961 ontstond hierover een militair conflict met Tunesië, waarbij aan Tunesische zijde ruim 600 doden vielen. De Franse krijgsmacht verliet Bizerte uiteindelijk op 15 oktober 1963.

## Titulaire zetel
Hippo Diarrhytus is een titulaire zetel van de Rooms-Katholieke Kerk. Tadeusz Kondrusiewicz was de titulaire bisschop van 1989 tot 2002, vervolgens was het de dominicaan Jose Paala Salazar van 2002 tot 2004 en werd dan op 14 oktober 2004 opgevolgd door Manfred Grothe. De stad en zetel van Hippo Diarrhytus mag niet verward worden met die van Hippo Regius waar de heilige Augustinus van Hippo bisschop was.

## Bezienswaardigheden
- Vieux Port (oude haven)
- Kasba, het oude Byzantijnse fort met een wirwar van straten
- Nieuwe Medina
- middeleeuwse forten
- Oceanografisch museum

## Geboren
- Abdelmajid Lakhal (1939-2014), acteur en toneelregisseur.
- William Karel (1940), Frans fotograaf, filmregisseur en auteur
- Nikita Mandryka (1940), Frans stripauteur
- Sami Ben Gharbia (1967), internetactivist
- Malek Jaziri (1984), tennisser
- Hamdi Harbaoui (1985), voetballer

## Partnerstad
- Takatsuki, sinds 2012